# Sussex (vaixell)

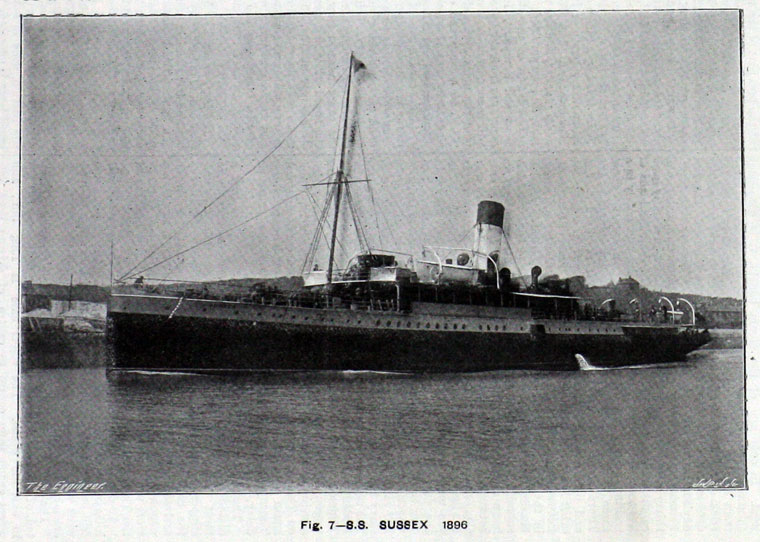
SS Sussex al canal de la Mànega

El Sussex va ser un transbordador de passatgers del Canal de la Mànega, construït el 1896 per la London, Brighton and South Coast Railway (LBSCR). Quan la LBSCR va establir a un acord per operar amb la Compagnie des Chemins de Fer de l'État Français, el va transferir a la seva flota sota bandera francesa. El Sussex va ser el focus d'un incident internacional quan va ser greument danyat per un torpede d'un U-Boot alemany el 1916. Després de la guerra va ser reparat i venut a Grècia el 1919, on va ser rebatejar com Aghia Sophia. Després d'un foc que va patir el 1921, el vaixell va ser desballestat.

## Descripció
Va ser construït el 1896 per William Denny and Brothers de Dumbarton per la LBSCR, per a substituir el TSS Seaford construït el 1893 i enfonsat el 1895 després d'una col·lisió amb un altre transbordador de la mateixa companyia, el TSS Lyon.
El TSS Sussex tenia 83,82 m d'eslora, amb una mànega de 10,39 m. Va tenir un arqueig d'1.565 GRT i 328 NRT. Comptava amb dos motors de vapor d'expansió triples, de quatre-cilindres amb 308 nhp, complementat per una turbina de vapor. Aquesta potència permetia propulsar la nau a 20.5 nusos (38.0 km/h). La nau va ser avarada el 30 d'abril de 1896.

## Història
El Sussex va estar en servei a la ruta Newhaven - Dieppe, fent el seu viatge inicial el 31 de juliol de 1896.
El març de 1912 va assistir del vaixell de la companyia P&O Oceana, el qual havia col·lidit amb el Pisagua, un vaixell alemany de 2850 tones, enfonsant-se amb la pèrdua de 9 vides.
Va ser reemplaçat pel París de la ruta Newhaven - Dieppe el 1913, i va ser traslladat a Brighton per oferir excursions de tot un dia, en competència amb la flota de vaixells de paletes de White Funnel amb base a Bristol. Tanmateix, va ser una activitat no rendible i va suspendre al final d'aquella estació. Llavors va ser venut el 1914 a la Compagnie des Chemins de Fer de l'État Français, quedant sota l'administració del LBSCR.

### Primera Guerra Mundial
Durant la Primera Guerra Mundial, els vaixells de Newhaven varen ser desviats per operar a Folkestone per tal d'alliberar el port de Newhaven per al subministrament de les tropes britàniques del Front Occidental.
El 24 de març de 1916, Sussex feia un viatge de Folkestone a Dieppe quan va ser torpedinat pel submarí SM UB-29. El vaixell va ser severament danyat, amb la pèrdua de part de la proa. Alguns del bots salvavides varen ser llançats, però com a mínim dos d'ells es varen capgirar i alguns passatgers es varen ofegar. Dels 53 tripulants i 325 passatgers, com a mínim varen morir 50 persones, tot i que també s'ha suggerit una xifra que oscila entre 80 i 100. El Sussex es va mantenir surant i va ser remolcat per la popa fins al port de Boulogne.
Entre els morts es trobava el cèlebre compositor Enric Granados, la seva esposa Amparo, el príncep persa, Bahram Mirza Sardar Mas'oud, i el jugador de tennis britànic Manliff Goodbody. Diversos americans van ser ferits. Tot i que no va morir cap ciutadà dels Estats Units, l'incident va encoratjar l'opinió pública dels Estats Units i va causar un incident diplomàtic entre els governs americà i alemany. El maig de 1916, Alemanya va emetre una declaració, anomenada la promesa del Sussex, que va representar la suspensió de la campanya de guerra submarina intensificada, mitjançant els U-Boot.
Entre l'1 i el 3 de gener de 1917, els vaixells HMS Duchess de Montrose, HMS Myrmidon, HMS Nepaulin, HMS Redcar, Seguretat d'HMT varen assistir en el salvament del Sussex després de topar amb una mina marina prop de West Dyck en la seva travessia a Dunkirk. El Sussex va restar a França, i va ser utilitzat per la Marina Nacional francesa a Le Havre.

### Després de la guerra
El Sussex va ser reparat a França després de la primera guerra mundial, i venut el 1920 a D Demetriades, del Pireu, on va ser rebatejat com a Aghia Sophia. Va ser desballestat el 1921 després de patir un incendi.